# Golaganj
Golaganj (nep. गोलागञ्ज) – gaun wikas samiti w środkowej części Nepalu w strefie Narajani w dystrykcie Bara. Według nepalskiego spisu powszechnego z 2001 roku liczył on 530 gospodarstw domowych i 3846 mieszkańców (1849 kobiet i 1997 mężczyzn).